# 薩法爾王朝
薩法爾王朝（波斯語：سلسله صفاریان；英語：Saffarids）是在861年至1003年統治今伊朗中部和東南部、阿富汗全部及巴基斯坦西部的俾路支斯坦、信德地區的波斯王朝，首都設在位於今阿富汗的扎蘭季。
薩法爾王朝是由一位出身卑微的波斯藉男子耶古卜·伊本·莱伊斯（Ya'qub bin Laith as-Saffar）創立，並以他的名字命名。他原本是一名銅匠，後來成為了軍閥，征服和控制了錫斯坦地區、阿富汗全境、今伊朗中部和東部及巴基斯坦部分地區。薩法爾王朝以首都扎蘭季為據點向東面和西面擴張，他們在873年推翻了塔希爾王朝，並吞併了呼羅珊。在耶古卜逝世時，薩法爾王朝已佔據了喀布爾地區、信德、吐火羅、莫克蘭（俾路支地區）、克爾曼、法爾斯及呼羅珊，但卻未能成功佔領巴格達。
耶古卜逝世後，薩法爾王朝的統治並沒有長時期延續下去，他的弟弟和繼承人阿慕爾·本·萊伊斯（Amr bin Laith）在900年被薩曼王朝的伊斯梅爾·薩馬尼擊敗，阿慕爾·本·萊伊斯被迫交出大部分的領土，薩法爾王朝只能控制錫斯坦，他及繼後的王朝繼承人淪為薩曼王朝的附庸。

## 建立
耶古卜·伊本·莱伊斯是一位移居到扎蘭季的銅匠，後來成為了一名艾亞爾（武裝平民），並發展成得勢的獨立統治者。他從首都扎蘭季開始向東擴張，他在865年更將勢力延伸到喀布爾，期間得到大量財物和奴隸。塔希爾王朝控制的赫拉特在870年落入薩法爾王朝手中。接著耶古卜轉向西侵攻，襲擊呼羅珊、胡齊斯坦、克爾曼及法爾斯，迫使阿拔斯王朝承認他對克爾曼的主權。
900年，阿慕爾·本·萊伊斯在巴爾赫戰役裡被薩曼王朝擊敗，使薩法爾王朝的勢力範圍縮減至錫斯坦一帶。

## 文化
薩法爾王朝重視波斯文化，在其統治時期，波斯地区出現了一些著名的波斯詩人，如菲魯茲·馬什里奇（Fayrouz Mashriqi）、阿布·薩利克·吉爾賈尼（Abu Salik al-Jirjani）及穆罕默德·瓦西夫·西斯塔尼（Muhammad bin Wasif al-Sistani）。
潘傑希爾山谷蘊藏銀礦，因此薩法爾王朝得以鑄造銀幣。

## 統治者
- 耶古卜·伊本·莱伊斯（867年－879年在位）
- 阿慕爾·本·萊伊斯（879年－901年在位）
- 塔希爾一世（901年－908年在位）
- 萊伊斯（908年－910年在位）
- 穆罕默德一世（910手－912年在位）
- 阿慕爾二世（912年－913年在位）
- 艾哈邁德一世·本·穆罕默德（922年－963年在位）
- 哈拉夫一世（963年－1003年在位）

## 註腳
1. ↑  Bosworth 2004，第172頁
2. ↑  Gangler, Gaube & Petruccioli 2004，第35頁
3. ↑  Stokes 2009，第556頁
4. ↑  Sicker 2000，第40頁
5. 1 2  Bosworth 1968，第34頁
6. 1 2  Bosworth et al. 1995，第795頁
7. ↑  Bosworth et al. 1995，第258頁

## 外部連結
- 大英百科全書－薩法爾王朝 （页面存档备份，存于）